# Der Bozz
Der Bozz – trzeci solowy album niemieckiego rapera Azad. Płytę promował utwór Phoenix. 

## Dissy
Utwór Mein Block jest dissem skierowanym w rapera Sido, który zdobył popularność piosenką o tym samym tytule.
Drugim dissem jest utwór A.Z. Pitbull wydany w wersji remixowej, utwór ten jest skierowany w stronę Shok Muzik

## Lista utworów

### Der Bozz
1. Intro
2. Der Bozz
3. Flieh
4. Mein Block
5. Toni El Shout
6. Phoenix
7. Peiniger
8. Judgement Day (feat. Warheit)
9. Reflektionen  (In meinen Augen)
10. Blackout
11. Skit
12. Kopf hoch (feat. Jonesmann)
13. Zahltag
14. Outro

### Der Bozz– Remix Version
1. Intro
2. Der Bozz
3. Flieh
4. Mein Block
5. Phoenix
6. Peiniger
7. Frankfurt (feat. Warheit)
8. Reflektionen (In Meinen Augen)
9. A.Z. Pitbull vs. Shmok Muzik
10. Skit
11. Kopf Hoch (feat. Jonesmann)
12. Zahltag
13. Outro